# Episodi di Dittatori del Novecento
Gli episodi della prima stagione della serie Dittatori del Novecento è stata trasmessa in lingua originale nel Regno Unito da Discovery Channel e in Germania da ZDF dal 16 luglio al 17 settembre 2015. In Italia la serie è stata trasmessa su Focus, con un diverso ordine di episodi, dal 10 ottobre 2020, oltre ad essere disponibile su TIMvision.
| N° (orig.) | N° (IT) | Titolo originale                     | Titolo italiano              | Prima TV originale | Prima TV Italia |
| ---------- | ------- | ------------------------------------ | ---------------------------- | ------------------ | --------------- |
| 1          | 10      | Gaddafi: Mad Dog of the Middle East  | Muʿammar Gheddafi            | 16 luglio 2015     | 7 novembre 2020 |
| 2          | 5       | Hitler: The Benchmark of Terror      | Adolf Hitler                 | 21 luglio 2015     | 31 ottobre 2020 |
| 3          | 2       | Stalin: Russia's Steel Tyrant        | Joseph Stalin                | 30 luglio 2015     | 10 ottobre 2020 |
| 4          | 8       | Tojo: Japan's Razor of Fear          | Hideki Tōjō                  | 6 agosto 2015      | 31 ottobre 2020 |
| 5          | 3       | Mao: China's Chairman of Death       | Mao Zedong                   | 13 agosto 2015     | 17 ottobre 2020 |
| 6          | 7       | Saddam: The Butcher of Baghdad       | Saddam Hussein               | 20 agosto 2015     | 7 novembre 2020 |
| 7          | 9       | Mussolini: The Father of Fascism     | Benito Mussolini             | 27 agosto 2015     | 24 ottobre 2020 |
| 8          | 4       | Bin Laden: A Terrorist Mastermind    | Osama Bin Laden              | 3 settembre 2015   | 24 ottobre 2020 |
| 9          | 6       | Kim: North Korea's Evil Dynasty      | Kim Jong-il                  | 10 settembre 2015  | 17 ottobre 2020 |
| 10         | 1       | Papa Doc: Haiti's President for Life | François "Papa Doc" Duvalier | 17 settembre 2015  | 10 ottobre 2020 |

## Muʿammar Gheddafi
- Titolo originale: Gaddafi: Mad Dog of the Middle East
- Diretto da: Stephanie Seabrook
- Scritto da:

## Adolf Hitler
- Titolo originale: Hitler: The Benchmark of Terror

## Joseph Stalin
- Titolo originale: Stalin: Russia's Steel Tyrant

## Hideki Tōjō
- Titolo originale: Tojo: Japan's Razor of Fear

## Mao Zedong
- Titolo originale: Mao: China's Chairman of Death

## Saddam Hussein
- Titolo originale: Saddam: The Butcher of Baghdad

## Benito Mussolini
- Titolo originale: Mussolini: The Father of Fascism
- Diretto da: Joshua Withead

### Trama
- Altri interpreti: Luigi Boccanfuso (Benito Mussolini)

## Osama Bin Laden
- Titolo originale: Bin Laden: A Terrorist Mastermind
- Diretto da: Gerry Pomeroy

### Trama
- Altri interpreti: Mohamed Atta (terrorista di Al-Qaeda), James Fitzgerald (terrorista esperto), Martin McCauley (scrittore), Michael Sheuer (agente della CIA)

## Kim Jong-il
- Titolo originale: Kim: North Korea's Evil Dynasty
- Diretto da: Richard Whitehead

### Trama
- Altri interpreti: Frederick L. Coolidge (psicologo), Paul French (scrittore), Jung Gwang-Il (ex prigioniero politico)

## François "Papa Doc" Duvalier
- Titolo originale: Papa Doc: Haiti's President for Life
- Diretto da: John Blystone